# Угловое (Омская область)
Угловое — упразднённая деревня в Тевризском районе Омской области России. Входила в состав Иваново-Мысского сельсовета. Исключена из учётных данных в 1961 году.

## География
Деревня находилась в правобережной части района, на расстоянии примерно 8,5 километров (по прямой) к северо-северо-востоку от центра сельсовета села Иванов Мыс.

## История
Основана в 1900 г. По данным 1928 года деревня Богородская состояла из 17 хозяйств. В административном отношении входила в состав Чиганского сельсовета Знаменского района Тарского округа Сибирского края. С 1954 г. в составе Иваново-Мысского сельсовета. Упразднена в 1961 г.

## Население
По данным переписи 1926 года в деревне проживало 85 человек (43 мужчины и 42 женщины), основное население — белоруссы.